# 程省
程省（？—？）。據聞程省字以三，江陰人士，清康熙年間之測字名家，生平不詳；正史上亦未有其人之記載，由於屢試不第而浪跡天涯以測字為生。晚年更將測字心得編撰成《測字秘牒》一書。
《測字秘牒》與明末之《梅花易數》，清初周亮工之《字觸》、《古今圖書集成·拆字部彙考》等書，同為後代人們研習測字術之重要著作。